# Stalowy dom
Stalowy dom (znany również jako „żelazny dom”) – eksperymentalny budynek o stalowych ścianach, wybudowany w Zabrzu w 1927 r.
Budynek postawiono przy ulicy Friedhofstrasse (obecnie Cmentarna) w ciągu 26 dni, z zespawanych prefabrykowanych stalowych płyt odlanych w hucie Donnersmarcka. 
Wzniesiono go w okresie od 15 lipca do 12 sierpnia 1927, w stylu zbliżonym do modernistycznego, na rzucie podobnym do obiektów przy ul. Krakusa 24, 25, 26, 28. W elewacjach budynku zastosowano stalową konstrukcję z płyt, połączonych nitami. Jednak wewnętrzną stronę ściany wykonano z cegieł. Murowane są również niż piwnice, a więźbę dachową wykonano z drewna, nakrytą dachem czterospadowym (w dachu ulokowano trójkątne świetliki).
Podobne 4 konstrukcje powstały w Zabrzu w latach 1928/1929 w Rokitnicy przy ul. Szafarczyka (nr 40-42, 41-43, 44-46 i 45-47).